# ژان تمرسون
ژان تمرسون (فرانسوی: Jean Témerson‎؛ ‏ ۱۲ ژوئن ۱۸۹۸ – ۹ اوت ۱۹۵۶) بازیگر اهل فرانسه بود.
از فیلم‌ها یا برنامه‌های تلویزیونی که وی در آن نقش داشته‌است، می‌توان به ولپن، منون، پی‌پی لو موکو، کاپیتان بنوا و کنت دو مونت-کریستو اشاره کرد.